# 데스레타 잭슨
데스레타 잭슨(Desreta Jackson, 1975년 4월 19일 ~ )은 미국의 배우, 영화 배우이다. 토르톨라섬에서 태어났다.

## 영화
- 시스터 액트 (1992년)
- 컬러 퍼플 (1985년) - 젊은 셀리 역